# Clarendon Tower

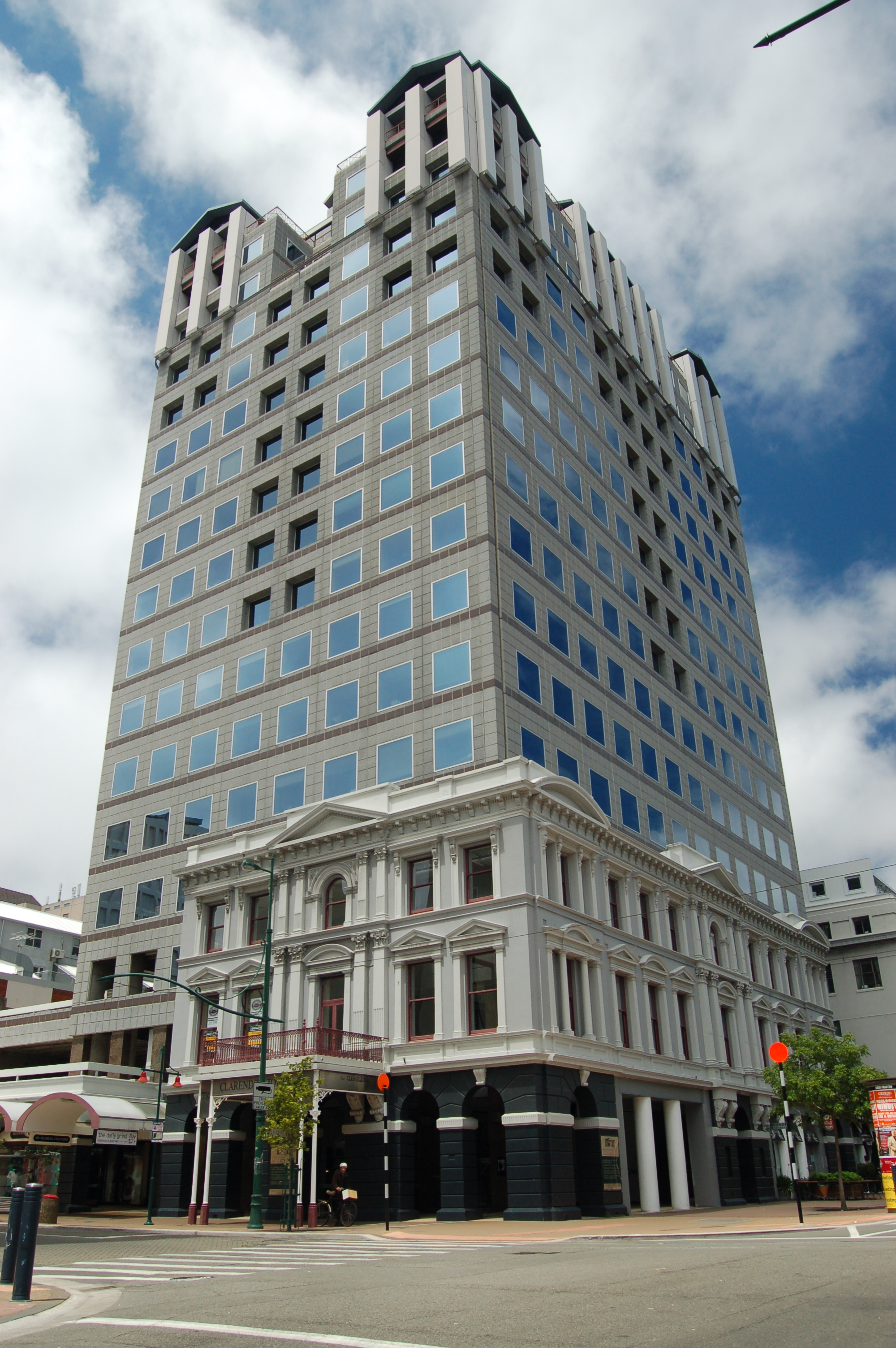
Clarendon Tower mit der erhaltenen Fassade des Clarendon Hotels

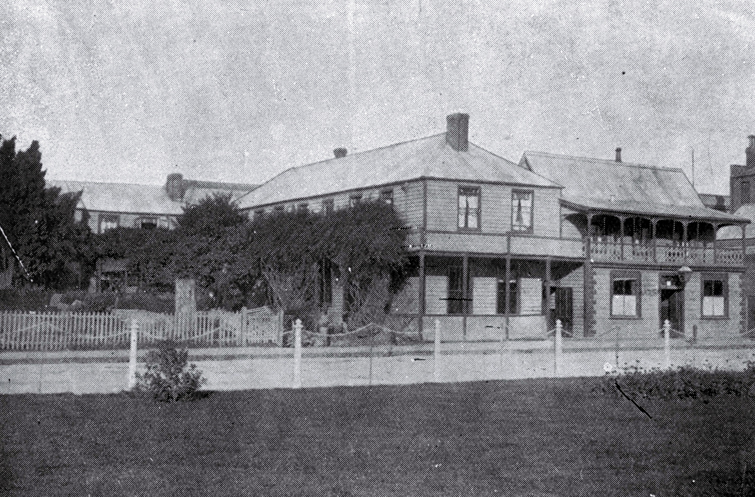
Das ursprüngliche Clarendon Hotel 1902, vor seinem Abriss

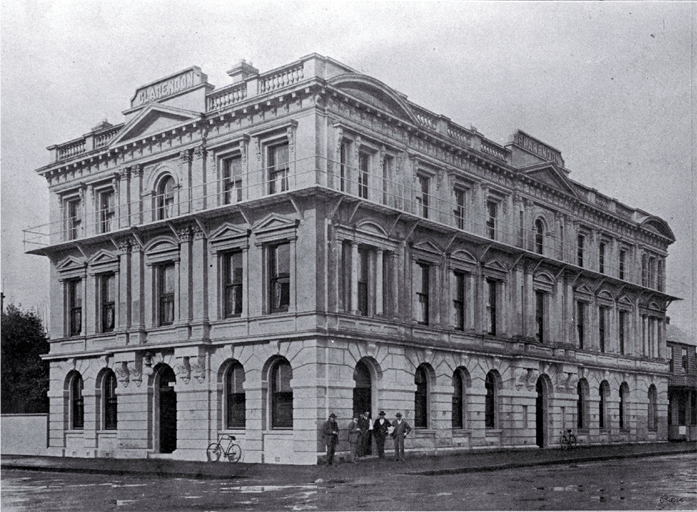
Clarendon Hotel kurz nach dem Neubau 1903

Clarendon Tower ist ein Hochhaus an der Kreuzung von Worcester Street und Oxford Terrace im Stadtteil Central City von Christchurch in der Region Canterbury auf der Südinsel von Neuseeland. Das Hochhaus wurde errichtet an der Stätte des früheren Clarendon Hotel, wobei die Fassade des Vorgängerbauwerkes bei der Neubebauung erhalten blieb; sie steht unter Denkmalschutz durch den New Zealand Historic Places Trust und ist in der Kategorie als Historic Place eingestuft. Infolge des Christchurch-Erdbebens vom Februar 2011 wurde das Bauwerk stark beschädigt, sodass die zuständige Behörde den Abriss des Gebäudes angeordnet hat.

## Geschichte

### Clarendon Hotel
Das erste Clarendon Hotel, ein früher Bau aus Holz, entstand in einem ehemaligen Privathaus. Es befand sich in 78 Worcester Street, an der Ecke zur Oxford Terrace. Der erste Besitzer des Hotels war von 1851 an William Guise Brittan, ein Landagent der Canterbury Association. Er betrieb das Grundbuchamt Christchurchs, das sich diagonal gegenüber dem Hotel an der Stelle befand, wo sich heute Our City, ein ehemaliger Sitz des Christchurch City Council befindet. Brittan verkaufte sein Gebäude 1859 an den irischen Auswanderer Rowland Davis, der eine Schanklizenz erhielt und das Haus vergrößerte. Somit begann die Geschichte des Gasthauses an der Stätte.
Einer der späteren Besitzer, George Oram, änderte den Namen des Hotels 1866 in Clarendon, nach dem damaligen britischen Außenminister, dem Earl of Clarendon. Die Qualität des Hotels wurde anerkannt, als 1869 Alfred, Herzog von Edinburgh darin aufhielt und Oram den Ehrentitel ‚Hotel Keeper by Appointment to His Royal Highness Prince Alfred the Duke of Edinburgh‘ verlieh.
Clarendon Hotel wurde oft für gerichtliche Untersuchungen der Umstände des Ertrinkens von Personen im nahegelegenen Avon River/Ōtakaro genutzt, da viele dieser häufigen Todesfälle in dem Hotel verhandelt wurden. Es diente auch als Abfahrtsstelle für die Kutschen von Cobb and Co in Richtung Westküste.
Das weitläufige Gebäude wurde abgerissen und 1902/03 für die Crown Brewery Company neugebaut. Der Architekt war Joseph Clarkson Maddison, der das dreistöckige Bauwerk im Stil der Neorenaissance entwarf. Er war zu jener Zeit in Christchurch ein bekannter und anerkannter Architekt, der im Verlaufe von 28 Jahren 14 Hotels in der Stadt plante, darunter Warner’s und Carlton sowie weitere öffentliche Gebäude wie das Old Government Building und die Bauwerke der New Zealand International Exhibition, die 1906 in Hagley Park stattfand. Der beauftragte Bauunternehmer war J. Otley.
Außer dem Herzog von Edinburgh (1869) hielten sich noch weitere berühmte Persönlichkeiten in dem Hotel auf, darunter Lee Kuan Yew (der erste Premierminister von Singapur), König Georg VI. (1948), Königin Elisabeth II. (1954) und später deren Mutter (1958). Die größte Menschenmenge sammelte sich jedoch an dem Hotel, als hier 1964 während ihrer Tournee The Beatles übernachteten.
Der Abriss des Hotels wurde erstmals 1981 vorgeschlagen, was in Christchurch eine lebhafte Kontroverse auslöste. Schließlich schlug der Christchurch City Council vor, dass die Fassade des Hotels bei der Neubebauung des Grundstücks durch ein Bürohochhaus erhalten bleiben sollte. Das Hotel wurde 1986 abgerissen, doch zwei Drittel der Fassade an der Oxford Terrace und die gesamte Front zur Worcester Street blieben erhalten.

### Clarendon Towers

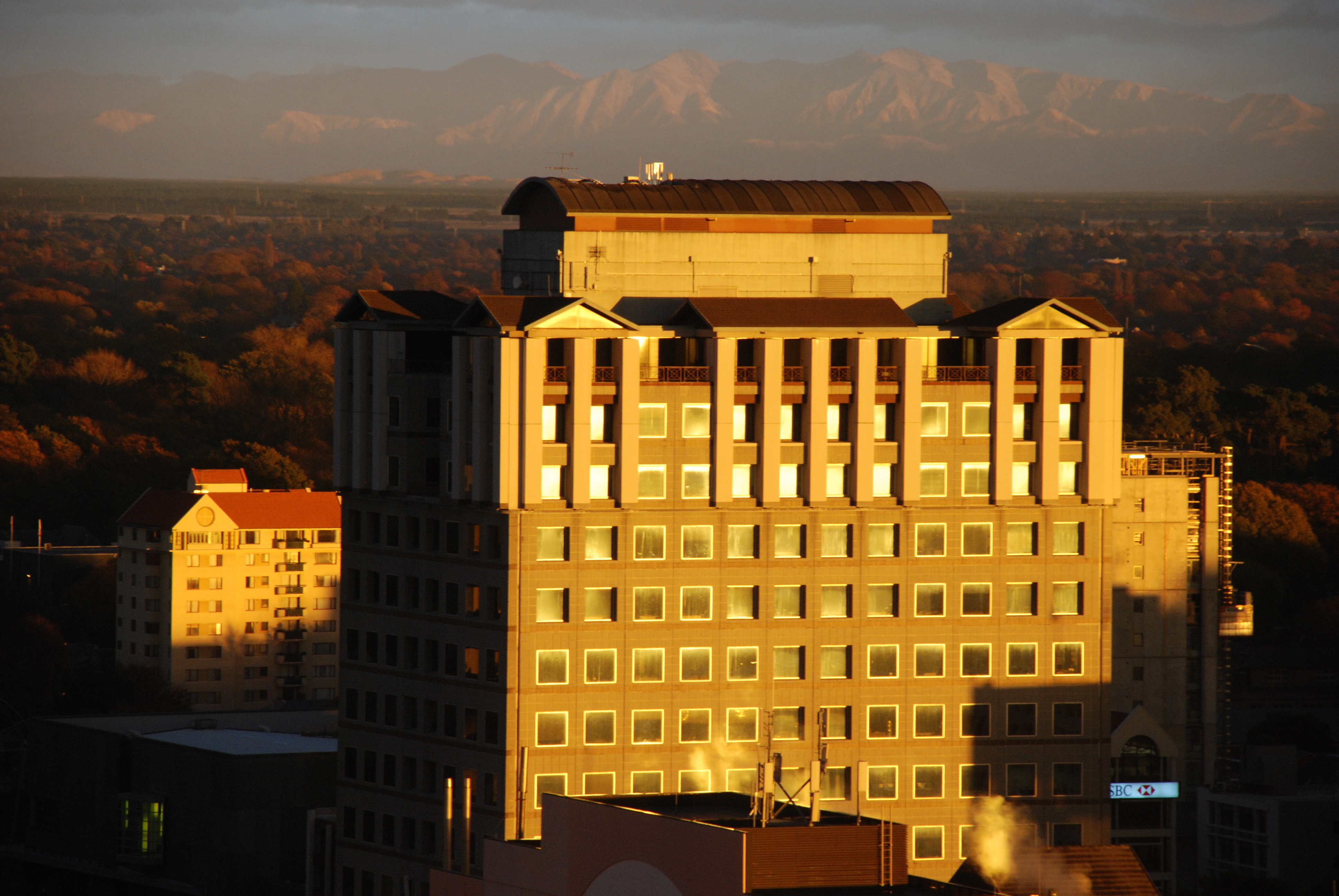
Clarendon Tower in der Morgendämmerung (2007)

Die 17 Stockwerke zählenden Clarendon Towers wurden von Warren and Mahoney geplant, gebaut wurde das Hochhaus in den Jahren 1986 und 1987. Es handelte sich um das erste Beispiel einer Entkernung in Christchurch, und der ortsansässige Künstler Bill Sutton beschrieb die Neuschaffung als „ein Junge mit bis zu den Knöcheln heruntergezogenen Hosen“, womit er reichlich Zustimmung bekam, doch andere waren zufrieden, dass die historische Fassade erhalten geblieben war.
Aufgrund der Schäden, die das Gebäude beim Christchurch-Erdbeben vom Februar 2011 erlitt, entschied die Canterbury Earthquake Recovery Authority, das Hochhaus müsse abgerissen werden.

## Denkmalschutz
Am 24. Juni 2005 wurde der historische Teil der Gebäudefassade mit der Registriernummer 1858 vom New Zealand Historic Places Trust als Historic Place der Kategorie II eingestuft, weil dies die Stätte ist, in der einer der Pioniersiedler, Brittan, seinen ersten Wohnsitz hatte, und weil es, 1859 begründet, eines der ersten Hotels in der Stadt war und sich zu einem der bekanntesten Hotels von Christchurch entwickelte. Es ist ein Beispiel für die vielen wichtigen Gebäude, die der Architekt Maddison entworfen hat und Teil des baulichen Erbes der Umgebung, zu dem auch das Public Trust Office Building und the Our City an der Oxford Terrace sowie das Avon Theatre und das Regent Theatre in der Worcester Street gehören. Unweit befindet sich auch die Scott Statue.